# Lorenzo Baldassarri
Lorenzo Baldassarri (* 6. November 1996 in San Severino Marche) ist ein italienischer Motorradrennfahrer.

## Karriere
In der Saison 2011 gewann Baldassarri vor Arthur Sissis und Alan Techer den Red Bull MotoGP Rookies Cup. Im selben Jahr schloss er die Saison in der 125GP-Klasse der Italienische Meisterschaft als Achter ab. 2012 wurde Baldassarri Achter des Red Bull MotoGP Rookies Cup. Im selben Jahr schloss er die Saison in der Moto3-Klasse der spanischen Meisterschaft ebenfalls als Achter ab.
2013 debütierte Baldassarri in der Moto3-Klasse der Motorrad-Weltmeisterschaft auf FTR-Honda im Team GO&FUN Gresini Moto3, jedoch gelang ihm kein Punktgewinn in der Saison.
Seit 2014 fährt Baldassarri in der Moto2-Klasse der Weltmeisterschaft. 2014 fuhr er auf Suter für das Team Gresini Moto2 von Fausto Gresini und 2015 wechselte er zu Forward Racing auf Kalex.
Im September 2016 gelang ihm beim Großen Preis von San Marino auf dem Misano World Circuit Marco Simoncelli in Misano Adriatico sein erster Sieg in der Motorrad-WM. Dabei setzte er sich gegen Álex Rins und Takaaki Nakagami (beide Kalex) durch.
Seit 2018 fährt Baldassarri für Sito Pons’ Team Pons Racing und erreichte in der Moto2-Weltmeisterschaft mit Platz fünf sein bisher bestes Ergebnis, er stand fünfmal auf dem Podium und gewann das Rennen von Spanien auf dem Circuito de Jerez. Zudem erzielte er in dieser Saison erstmals Pole-Positions und schnellste Rennrunden in seiner Karriere.
Die Saison 2019 startete für Baldassarri zunächst großartig, als er drei der ersten vier Rennen gewann. Im Rest der Saison gelangen ihm jedoch keine weiteren Podestplätze mehr, womit er sich auf Platz sieben in der Weltmeisterschaft verschlechterte. Gegen seinen Teamkollegen Augusto Fernández zog er teaminterent mit 207 zu 171 Punkten den kürzeren, was allerdings ausreichend für den Gewinn der Team-WM war.
2020 begann für Baldassarri, der mit Héctor Garzó einen neuen Teamkollegen erhalten hatte, nachdem Fernández zu Marc VDS Racing gewechselt war, mit einem zweiten Platz hinter Tetsuta Nagashima beim Großen Preis von Katar. Den darauffolgenden Großen Preis von Spanien allerdings beendete er lediglich als Achter. Er schloss die Saison als WM-Zwölfter ab.
2021 kehrte Baldassarri zu Forward Racing zurück, welche inzwischen mit MV-Agusta-Motorrädern antraten. Mit lediglich drei Punkten wurde der Italiener WM-31.

## Statistik

### Erfolge
- 2011 – Red-Bull-MotoGP-Rookies-Cup-Sieger KTM
- 5 Grand-Prix-Siege

### In der Motorrad-Weltmeisterschaft
(Stand: Saisonende 2023)
| Saison | Klasse | Team                     | Motorrad  | Rennen | Siege | Zweiter | Dritter | Poles | Schn. Runden | Punkte | Ergebnis |
| ------ | ------ | ------------------------ | --------- | ------ | ----- | ------- | ------- | ----- | ------------ | ------ | -------- |
| 2013   | Moto3  | GO&FUN Gresini Moto3     | FTR-Honda | 17     | –     | –       | –       | –     | –            | 0      | –        |
| 2014   | Moto2  | Gresini Moto2            | Suter     | 18     | –     | –       | –       | –     | –            | 20     | 25.      |
| 2015   | Moto2  | Forward Racing           | Kalex     | 17     | –     | –       | 1       | –     | –            | 96     | 9.       |
| 2016   | Moto2  | Forward Racing           | Kalex     | 17     | 1     | 1       | –       | –     | –            | 127    | 8.       |
| 2017   | Moto2  | Forward Racing           | Kalex     | 16     | –     | –       | –       | –     | –            | 51     | 16.      |
| 2018   | Moto2  | Pons HP40                | Kalex     | 18     | 1     | 3       | 1       | 2     | 4            | 162    | 5.       |
| 2019   | Moto2  | Flexbox HP40             | Kalex     | 19     | 3     | –       | –       | –     | 1            | 171    | 7.       |
| 2020   | Moto2  | Flexbox HP40             | Kalex     | 15     | –     | 1       | –       | –     | –            | 71     | 12.      |
| 2021   | Moto2  | MV Agusta Forward Racing | MV Agusta | 15     | –     | –       | –       | –     | –            | 3      | 31.      |
| 2023   | Moto2  | Fantic Motor             | Kalex     | 1      | –     | –       | –       | –     | –            | 0      | 44.      |
| Gesamt | Gesamt | Gesamt                   | Gesamt    | 152    | 5     | 5       | 2       | 2     | 5            | 701    |          |

Grand-Prix-Siege
| Saison | Klasse | Rennen                    |
| ------ | ------ | ------------------------- |
| 2016   | Moto2  | San Marino                |
| 2018   | Moto2  | Spanien                   |
| 2019   | Moto2  | Katar Argentinien Spanien |

### In derSupersport-Weltmeisterschaft
(Stand: Saisonende 2024)
| Saison | Team                             | Motorrad                 | Rennen | Rennen | Siege | Zweiter | Dritter | Poles | Schn. Runden | Punkte | Punkte | Ergebnis |
| ------ | -------------------------------- | ------------------------ | ------ | ------ | ----- | ------- | ------- | ----- | ------------ | ------ | ------ | -------- |
| 2022   | Evan Bros. WorldSSP Yamaha Team  | Yamaha YZF-R 6           | 24     | 24     | 4     | 9       | 3       | 2     | 4            | 388    | 388    | 2.       |
| 2024   | Orelac Racing Verdnatura         | Ducati Panigale V2       | 6      | 18     | –     | –       | –       | –     | –            | 7      | 28     | 21.      |
| 2024   | WRP-RT Motorsport by SKM-Triumph | Triumph Street Triple RS | 12     | 18     | –     | –       | –       | –     | –            | 21     | 28     | 21.      |
| Gesamt | Gesamt                           | Gesamt                   | 42     | 42     | 4     | 9       | 3       | 2     | 4            | 416    | 416    |          |

### In derSuperbike-Weltmeisterschaft
(Stand: Saisonende 2023)
| Saison | Team         | Motorrad       | Rennen | Siege | Zweiter | Dritter | Poles | Schn. Runden | Punkte | Ergebnis |
| ------ | ------------ | -------------- | ------ | ----- | ------- | ------- | ----- | ------------ | ------ | -------- |
| 2023   | GMT94 Yamaha | Yamaha YZF-R 1 | 36     | –     | –       | –       | –     | –            | 30     | 18.      |
| Gesamt | Gesamt       | Gesamt         | 36     | 0     | 0       | 0       | 0     | 0            | 20     |          |